# Игры разумов
о фильме с Расселом Кроу см. Игры разума
«Игры разумов» (англ. The Professor and the Madman, дословно «Профессор и безумец») — американо-ирландский драматический фильм 2019 года, режиссёра Фархада Сафиния (под псевдонимом П. Б. Шемран). Сценарий основан на романе Саймона Винчестера «The Surgeon of Crowthorne». Главные роли исполнили Мел Гибсон, Натали Дормер и Шон Пенн.
В широкий прокат фильм вышел в России  25 апреля 2019 года, в США — 10 мая 2019 года.

## Сюжет
Фильм рассказывает о профессоре Джеймсе Мюррее, который в 1879 году начал составлять Оксфордский словарь английского языка и возглавлял его редколлегию, и об отставном военном хирурге Уильяме Честере Майноре, осуждённом за убийство, который, находясь в приюте для душевнобольных преступников, составил для этого словаря более 10 тыс. словарных статей.

## В ролях
| Актёры          | Персонажи                 |
| --------------- | ------------------------- |
| Мел Гибсон      | Джеймс Мюррей             |
| Шон Пенн        | Уильям Честер Майнор      |
| Натали Дормер   | Элиза Мерретт             |
| Йоан Гриффит    | Хенри Брэдли              |
| Джереми Ирвин   | Чарльз Холл               |
| Стив Куган      | Фредерик Джеймс Фурнивалл |
| Лоуренс Фокс    | Филип Литтелтон Гелл      |
| Дженнифер Эль   | Ада Мюррей                |
| Брендан Патрикс | Уинстон Черчилль          |
| Эдди Марсан     | Манси                     |

## Съёмки
Съёмки фильма начались в сентябре 2016 года в Дублине. Изначально Мел Гибсон планировал сам стать режиссёром, однако затем пригласил Фархада Сафинию, с которым ранее работал над предыдущей кинолентой «Апокалипто», и предложил ему снять фильм под псевдонимом Пи Би Шемран.

## Критика
Кинолента получила в основном положительные оценки российских критиков, посмотревших фильм раньше большинства своих зарубежных коллег. Алексей Литовченко писал: «Та половина фильма, где орудует герой Мела Гибсона, заметно тусклее и менее выразительна. Гибсон в основном произносит длинные пафосные диалоги и немного давит слёзы в конце. Зато Шон Пенн в своей половине разворачивается во всю ширь могучего таланта, отыгрывая несчастного человека с добрейшей, но искорёженной душой».